# Ayman Taher
Ayman Taher Kandil (7 gennaio 1966) è un ex calciatore egiziano, di ruolo portiere.

## Carriera
Con la Nazionale egiziana ha partecipato al campionato del mondo 1990 come portiere di riserva.